# 大果七叶树
大果七叶树（学名：Aesculus chuniana）是无患子科七叶树属的植物，为中国的特有植物。分布在中国大陆的广西等地，生长于海拔400米至1,400米的地区，常生长在林中，目前尚未由人工引种栽培。

## 别名
焕镛七叶树（四川大学学报自然科学版、高等学校自然科学学报生物学版）